# 10 Palace Gate

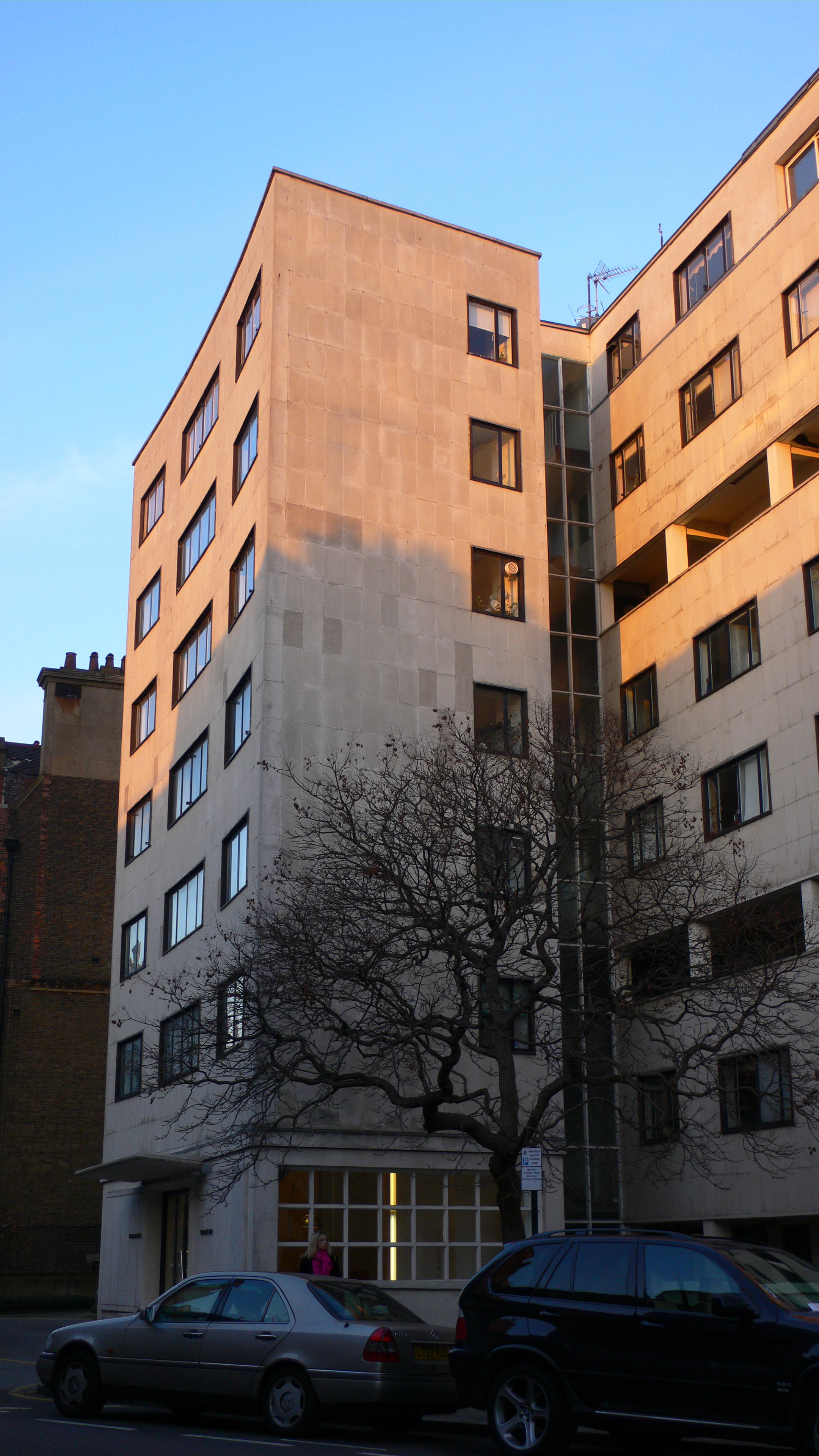
10 Palace Gate.

10 Palace Gate é um bloco de apartamentos em Londres, na área de Kensington. Foi projetado por Wells Coates e concluído em 1939. O prédio é uma estrutura modernista dividido em pisos de diversas alturas, com espaços públicos grandes e tetos altos, enquanto que as partes privadas do plano, tais como quartos, banheiros, salas de serviço e corredores estão em menor escala.